# Không đoàn Hải quân thứ 601
Không đoàn Hải quân thứ 601 (第六〇一海軍航空隊 (Đệ Lục không nhất Hải quân Hàng không đội) Dai Roku-Maru-Hito Kaigun Kōkūtai) là một không đoàn không quân đóng trên tàu sân bay (sau này được chuyển đổi thành đơn vị đồn trú căn cứ không quân) của Hải quân Đế quốc Nhật Bản trong chiến dịch Thế chiến II ở Thái Bình Dương. Đơn vị này cùng với toàn bộ quân đội Nhật bị giải thể sau khi chiến tranh kết thúc.

## Cơ cấu
- Đơn vị cấp trên
  - Hạm đội ba (15/2/1944 – 9/7/1944)
  - Hạm đội tàu sân bay thứ nhất (10/7/1944 – 9/2/1945)
  - Hạm đội hàng không thứ ba (10/2/1945 – sau chiến tranh)
- Đơn vị cấp dưới
  - Phi đoàn chiến đấu thứ 161 (10/7/1944 – 15/11/1944)
  - Phi đoàn chiến đấu thứ 162 (10/7/1944 – 15/11/1944)
  - Phi đoàn chiến đấu thứ 308 (20/2/1945 – sau chiến tranh)
  - Phi đoàn chiến đấu thứ 310 (20/2/1945 – sau chiến tranh)
  - Phi đoàn chiến đấu thứ 402 (05/3/1945 – 20/4/1945)
  - Phi đoàn tấn công thứ 1 (20/2/1945 – sau chiến tranh)
  - Phi đoàn tấn công thứ 161 (10/7/1944 – 15/11/1944)
  - Phi đoàn tấn công thứ 254 (ngày 20/2/1945 – 05/3/1945)
  - Phi đoàn tấn công thứ 262 (10/7/1944 – 14/11/1944)
  - Phi đoàn Trinh sát thứ 61 (10/7/1944 – 15/11/1944)
- Sĩ quan chỉ huy
  - Chỉ huy Toshiie Irisa (15/2/1944 – tử trận 19/6/1944, sau đó được thăng cấp lên Chuẩn Đô đốc cùng ngày.) 
    - Vị trí trống (20/6/1944 – 9/7/1944)

  - Đại tá Shōichi Suzuki (10/7/1944 – 14/2/1945)
  - Đại tá Toshikazu Sugiyama (15/2/1945 – sau chiến tranh.)

## Sách
- Shin-Jinbutsuoraisha Co., Ltd., Tōkyō, Japan.
  - Kingendaishi Hensankai, Military history of the Imperial Japanese Navy Air Groups and Imperial Japanese Army Flying Regiments, 2001, ISBN 4-404-02945-4.
  - Rekishi Dokuhon, Document of the war No. 48 Overview of Imperial Japanese Navy Admirals, 1999, ISBN 4-404-02733-8.
- The Japanese Modern Historical Manuscripts Association, Organizations, structures and personnel affairs of the Imperial Japanese Army & Navy, University of Tokyo Press, Tōkyō, Japan, 1971, ISBN 978-4-13-036009-8.
- Rekishi Gunzō, History of Pacific War, Gakken, Tōkyō, Japan.
  - Vol. 13, Shōkaku class aircraft carrier, 1997, ISBN 4-05-601426-4.
  - Vol. 22, Aircraft carrier Taihō / Shinano, 1999, ISBN 4-05-602062-0.
  - Extra, Perfect guide, The aircraft carriers of the Imperial Japanese Navy & Army, 2003, ISBN 4-05-603055-3.
- Bunrin-Dō Co., Ltd., Tōkyō, Japan.
  - Famous airplanes of the world No. 69, Navy Carrier Dive-Bomber "Suisei", 1998, ISBN 4-89319-066-0.
  - Koku-Fan Illustrated No. 42, Japanese Imperial Army & Navy Aircraft Color, Markig, 1988.
  - Koku-Fan Illustrated Special, Japanese Military Aircraft Illustrated Vol. 2, "Bombers", 1982.
- Model Art, Model Art Co. Ltd., Tōkyō, Japan.
  - No. 406, Special issue Camouflage & Markings of Imperial Japanese Navy Bombers in W.W.II, 1993.
  - No. 458, Special issue Imperial Japanese Navy Air Force Suicide Attack Unit "Kamikaze", 1995.
  - No. 553, Special issue I.J.N. Carrier Attack Bomber, 2000.
- Japan Center for Asian Historical Records (http://www.jacar.go.jp/english/index.html)%5B%5D, Cục lưu trữ quốc gia Nhật Bản, Tōkyō, Japan.
  - Reference Code: C08051771200, Transition table of formation of Imperial Japan Navy Air Units (special establishment) during Pacific War, Japan Demobilization Agency, 1949.